# Surreella tal

En bild av de surreella talens träd.

Mellan heltalen ligger de reella talen. På samma sätt finns mellan Cantors ordinaltal de surreella talen.
De konstruerades av John Horton Conway i början av 1970-talet. Termen surreella tal myntades först av Donald Knuth, en kollega till Conway, i en novell 1973. Conway kopplar de surreella talen till spelet Hackenbush. Det visar sig nämligen vid studier av detta spel att varje Hackenbushställning har ett värde, som är ett surreellt tal, och att varje surreellt tal motsvaras av en Hackenbushställning.

## Konstruktion av Surreella tal
I Conway-konstruktionen, är de surreella talen konstruerade i stadier. Tal bildas genom att para ihop undergrupper av tal som redan är konstruerade. Givna undergrupper L och R med tal så att alla medlemmar av L är strängt mindre än alla medlemmar i R, då representerar paret {L|R} ett talvärde mellan alla medlemmar av L och alla medlemmar av R. 
{L|R} betyder "det enklaste tal som är större än L och mindre än R". Om det inte finns ett tal på ena sidan av strecket betyder {L}, alternativt {R}, det enklaste tal som är större än L eller det enklaste tal som är mindre än R. Utifrån de reglerna, eller axiomen, kan man härleda sig fram till hela surreella talsystemet.
I det första konstruktionsstadiet finns inga tidigare existerande nummer så den enda representationen måste använda den tomma uppsättningen: {|}. Denna representation, där L och R är båda tomma, heter 0.
{|} = 0
Efterföljande steg ger uppsättningar som
{0|} = 1
{0,1|} = 2, {1|} = 2
{0,1,2|} = 3, {2|} = 3
{0,1,2,3|} = 4, {3|} = 4
och
{|0} = -1
{|-1,0} = -2, {|-1} = -2
{|-2,-1,0} = -3, {|-2} = -3
{|-3,-2,-1,0} = -4, {|-3} = -4

De surreella talen innehåller sålunda heltalen, ℤ. På liknande sätt uppstår representationer som
{0|1} = ½
{0|½} = ¼
{½|1} = ¾
så att de dyadiska rationellerna (rationella tal vars nämnare är {\displaystyle 2^{k}}där k är ett naturligt tal) befinner sig i de surreella talen.
Efter ett oändligt antal steg, blir oändliga delmängder tillgängliga, så att alla reella tal a kan representeras av {{\displaystyle L_{a}}|{\displaystyle R_{a}}}, där {\displaystyle L_{a}}är uppsättningen av alla dyadiska rationellerna mindre än a och {\displaystyle R_{a}}är uppsättningen av alla dyadiska rationellerna större än a (som påminner om ett Dedekindsnitt). Således är de reella talen också inbäddade i de surreella talen.
Det finns också representationer som
{0,1,2,3,…|} = ω
{0 | 1,1/2,1/4,1/8,…} = ε
Där ω är ett transfinit tal större än alla heltal och ε är en infinitesimal större än 0 men mindre än något positivt reellt tal. Dessutom kan standard aritmetiska operationer (addition, subtraktion, multiplikation och division) utökas till dessa icke reella tal på ett sätt som gör samlingen av surreella talen till ett ordnat fält, så att man kan prata om 2 • ω eller ω - 1 och så vidare.

## Surreella tal-trädet
De surreella talen brukar representeras av ett träd som grenar av i oändligt många iterationer. Här illustreras de första 3 generationerna av det surreella tal-trädet:
——————————————————————————————————— {|} = 0 
——————————————  {|0} = -1 ———————————————————————————————————— {0|} = 1 
———— {|-1} = -2 ——————————————— {-1|0} = -½ ———————————————— {0|1} = ½ ——————————————— {1|} = 2  
{|-2} = -3 ———— {-2|-1} = -1½ ———— {-2|-1} = -¾ ————— {-½|0} = -¼ ————— {0|½} = ¼ ————— {½|1} = ¾ ————— {1|2} = 1½ ————— {2|} = 3
↓
:
(Kan bara avläsas med brett fönster)

## Överblick
Olika delmängder kan definiera samma tal: {L|R} och {L'|R'} kan definiera samma tal även om L ≠ L' och R ≠ R '. (Ett liknande fenomen uppträder när rationella tal definieras som kvoter av heltal: 1/2 och 2/4 är olika representationer av samma rationella tal.) Strikt sett är de surreella talen ekvivalensklasser av representationer av formen {L|R} som betecknar samma tal. Samma surreella tal kan alltså ofta ha många olika definitioner:
{1|} = 2 men det är också {1|3}, {1½|4} och {1|ω}. 

## Surkomplexa tal
Ett surkomplext tal är ett tal av formen a+bi, där a och b är surrealistiska tal och i är kvadratroten ur −1. De surkomplexa talen bildar ett algebraiskt slutet fält (förutom att det är en riktig klass), isomorft till den algebraiska stängningen av fältet som genereras genom att utöka de rationella talen med en riktig klass av algebraiskt oberoende transcendentala element. Fram till fältisomorfism kännetecknar detta faktum fältet av surkomplexa tal inom vilken fast mängdteori som helst.

## Spel
Definitionen av surrealistiska tal innehöll en begränsning: varje element i L måste vara strikt mindre än varje element i R. Om denna begränsning tas bort kan vi skapa en mer allmän klass som kallas spel. Alla spel är konstruerade enligt denna regel:

### Byggregel
Om L och R är två uppsättningar spel så är { L | R } ett spel.
Addition, negation och jämförelse definieras alla på samma sätt för både surrealistiska tal och spel.
Varje surrealistiskt nummer är ett spel, men alla spel är inte surrealistiska tal, t.ex. spelet { 0 | 0 } är inte ett surrealistiskt tal. Klassen av spel är mer generell än surrealistiska, och har en enklare definition, men saknar några av de trevligare egenskaperna hos surrealistiska siffror. Klassen av surrealistiska siffror bildar ett fält, men klassen av spel gör det inte. De surrealistiska har en total ordning: givet två surrealistiska, är de antingen lika, eller så är den ena större än den andra. Spelen har bara en partiell ordning: det finns spelpar som varken är lika, större än eller mindre än varandra. Varje surrealistiskt tal är antingen positivt, negativt eller noll. Varje spel är antingen positivt, negativt, noll eller fuzzy (ojämförligt med noll, som {1|−1}).
Ett drag i ett spel innebär att spelaren vars drag det är väljer ett spel bland de som finns tillgängliga i L (för vänster spelare) eller R (för höger spelare) och sedan skickar detta valda spel till den andra spelaren. En spelare som inte kan röra sig eftersom valet är från det tomma setet har förlorat. Ett positivt spel representerar en vinst för den vänstra spelaren, ett negativt spel för den högra spelaren, ett nollspel för den andra spelaren att flytta och ett suddigt spel för den första spelaren att flytta.
Om x, y och z är surrealistiska, och x=y, då x z=y z. Men om x, y och z är spel, och x=y, så är det inte alltid sant att x z=y z. Observera att "=" här betyder jämlikhet, inte identitet.